# ألان ولس
ألان ولس (بالإنجليزية: Allan Wells) هو عداء سريع ومهندس بريطاني، ولد في 3 مايو 1952 في إدنبرة في المملكة المتحدة.

## وصلات خارجية
- ألان ولس على موقع الاتحاد الدولي لألعاب القوى (الإنجليزية)
- ألان ولس على موقع اللجنة الأولمبية الدولية (الإنجليزية)
- ألان ولس على موقع أوليمبيديا (الإنجليزية)
- ألان ولس على موقع اللجنة الأولمبية البريطانية (الإنجليزية)
- ألان ولس على موقع اتحاد ألعاب الكومنولث (مؤرشف) (الإنجليزية)
- ألان ولس قاعة قاعة إسكتلندا للمشاهير الرياضية (الإنجليزية)